# Chaparralkolibri
Chaparralkolibri (Calypte anna) är en fågelart i familjen kolibrier från västra Nordamerika. Den beskrevs vetenskapligt år 1829 av René Primevère Lesson, som gav den namn efter Anna Masséna, hertiginna av Rivoli.

## Kännetecken
Chaparralkolibri har en längd på omkring tio centimeter och vikten är tre till sex gram. Den har en bronsgrönaktig färg på ovansidan av kroppen, grönaktiga sidor och blekt gråaktigt bröst och undersida. Näbben är lång, rak och smal. 

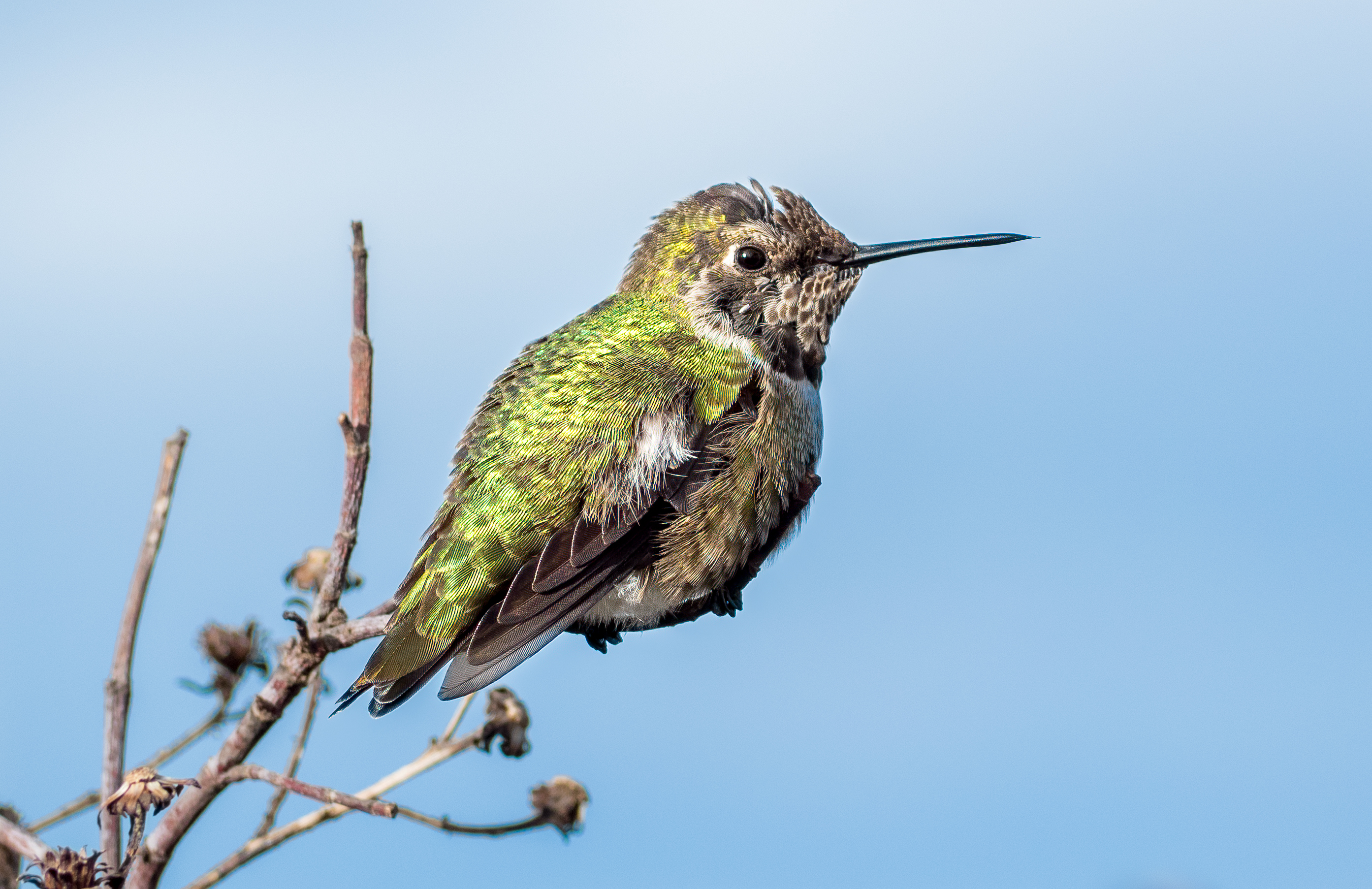
Hona

Den adulta hanen har glänsande karmosinröd hätta och strupe samt mörka stjärtfjädrar. Honor och juvenila fåglar är grönaktig på huvudet och har gråaktig strupe med bara något mindre inslag av rödaktiga fjädrar, gråaktigt bröst och undersida och mörk stjärt med lite vitt i spetsen på de yttersta fjädrarna.

## Utbredning
Chaparralkolibri förekommer i trakterna längs Nordamerikas Stillahavskust, från sydligaste Kanada till norra Baja California. Den klarar vintern på dessa för en kolibri mycket nordliga breddgrader tack vare tillgången på vinterblommande växter och genom omvandling av sockret i nektaren till fett. Vid kallare temperaturer kan den också falla i ett dvalliknande tillstånd för att spara energi.

## Levnadssätt
Dess föda är främst nektar, men den kan också fånga små insekter i flykten. Ibland äter den även sav. Hanen är revirhävdande och uppvisar en spektakulär parningsflykt, som inkluderar att först flyga upp och sedan dyka ner mot honan från hög höjd. Även sång ingår i uppvaktningen. Uppfödningen av ungarna sköts av honan ensam.

## Status och hot
Arten har ett stort utbredningsområde och en stor population, och tros öka i antal. Utifrån dessa kriterier kategoriserar internationella naturvårdsunionen IUCN arten som livskraftig (LC).